# Rich Peverley
John Richard „Rich“ Peverley (* 8. Juli 1982 in Guelph, Ontario) ist ein ehemaliger kanadischer Eishockeyspieler und derzeitiger -funktionär. Der Angreifer absolvierte über 500 Spiele für die Nashville Predators, Atlanta Thrashers, Boston Bruins und Dallas Stars in der National Hockey League. Mit den Boston Bruins gewann Peverley 2011 den Stanley Cup. Seine aktive Karriere musste er aufgrund einer Herzrhythmusstörung beenden – zuvor war er während eines Spiels kollabiert und musste dabei reanimiert werden. Seit seinem Karriereende ist Peverley in der Nachwuchsförderung der Dallas Stars tätig.

## Karriere

### NHL
Rich Peverley begann seine Karriere als Eishockeyspieler in der Mannschaft der St. Lawrence University, für die er von 2000 bis 2004 aktiv war. Anschließend gab er sein Debüt im professionellen Eishockey, als er in der Saison 2004/05 für die South Carolina Stingrays aus der ECHL spielte. Zudem stand er in dieser Spielzeit einmal für die Portland Pirates aus der American Hockey League auf dem Eis. Im Sommer 2005 wurde Peverley zunächst als Free Agent vom AHL-Klub Milwaukee Admirals unter Vertrag genommen, ehe deren Partnerclub, die Nashville Predators aus der National Hockey League, ihn am 17. Januar 2007 ebenfalls als Free Agent verpflichteten.
Nachdem er in der Saison 2007/08 noch sowohl für Milwaukee als auch Nashville gespielt hatte, stand er in der folgenden Spielzeit nur noch für die Predators auf dem Eis. Am 10. Januar 2009 nahmen die Atlanta Thrashers den Kanadier nach einer Überschreitung des Salary Caps durch Nashville unter Vertrag. In den folgenden zwei Jahren war Peverley bei den Thrashers stets eine Stammkraft, ehe er im Februar 2011 in einem Tauschgeschäft an die Boston Bruins abgegeben wurde.
Im Juli 2013 wurde er gemeinsam mit Tyler Seguin und Ryan Button im Austausch für Loui Eriksson, Joe Morrow, Reilly Smith und Matt Fraser zu den Dallas Stars transferiert.

### Gesundheitliche Probleme und Karriereende

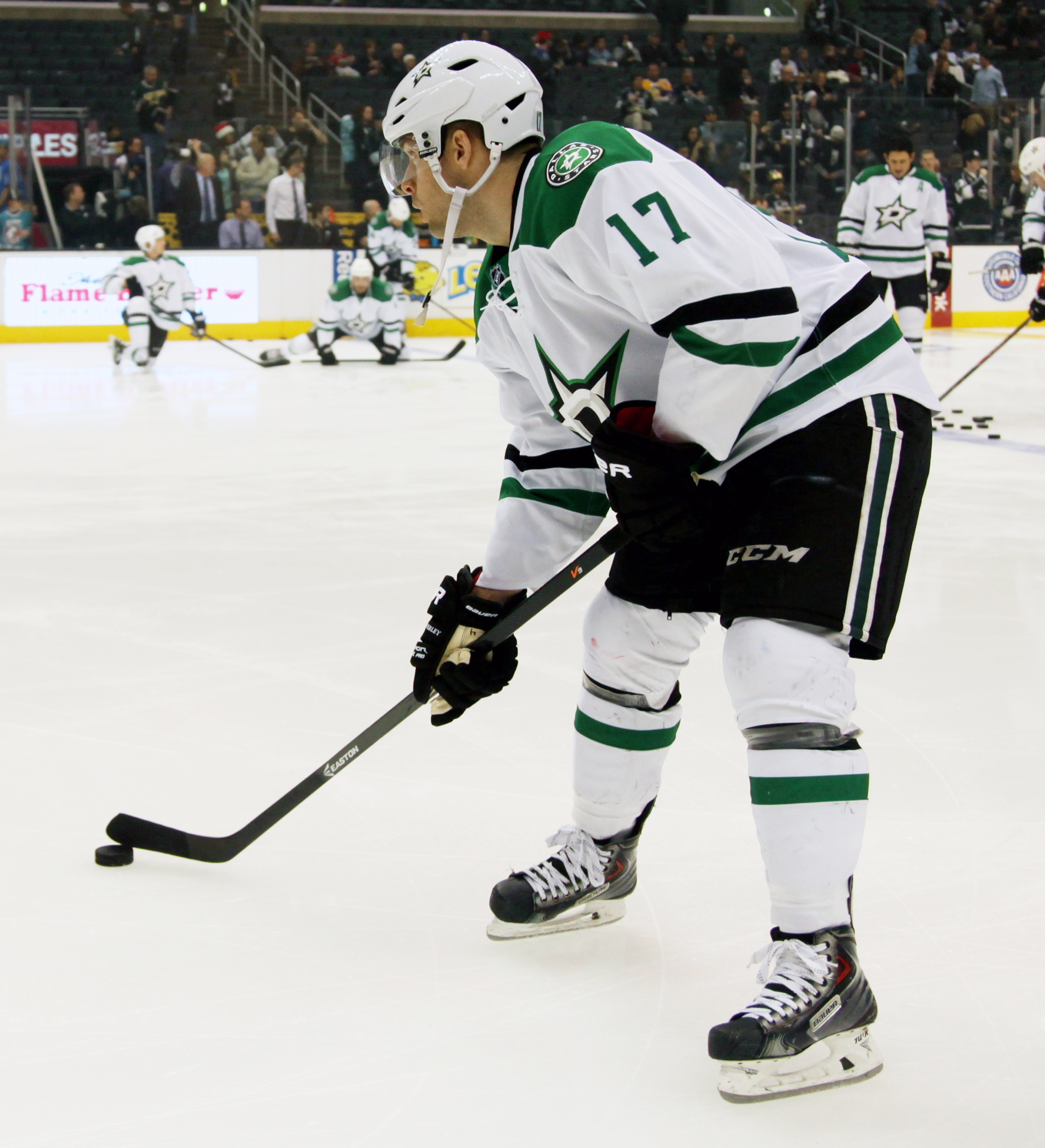
Peverley im Trikot der Dallas Stars

Bereits im September 2013, kurz vor dem Start in die erste Saison bei den Dallas Stars, unterzog sich Peverley einer Operation, um eine kurz zuvor entdeckte Herzrhythmusstörung behandeln zu lassen. Insgesamt fiel er dafür drei Wochen aus. Etwa ein halbes Jahr später, am 10. März 2014, verlor der Kanadier im Spiel gegen die Columbus Blue Jackets das Bewusstsein, während er auf der Ersatzbank saß. Das anwesende medizinische Personal leitete sofort eine Herz-Lungen-Wiederbelebung ein, wodurch Peverley das Bewusstsein wiedererlangte und direkt zurück aufs Spielfeld wollte. Er wurde in stabilem Zustand ins Krankenhaus gebracht und das Spiel abgebrochen – es wurde am 9. April 2014 komplett wiederholt, allerdings mit dem beim Abbruch aktuellen Spielstand von 1:0 für Columbus.
Zwei Tage später wurde Peverley erneut am Herz operiert und eine Woche später aus der Klinik entlassen. In der anschließenden Rehabilitation sammelte der Kanadier erste Erfahrungen im Management, indem er in der Saison 2014/15 als Assistenztrainer bei den Texas Stars hinter der Bande stand. Im September 2015 gab er das Ende seiner aktiven Karriere offiziell bekannt und ist fortan in der Nachwuchsabteilung das Dallas Stars tätig. Weitere gesundheitliche Probleme hat er nach eigener Aussage seit der Operation nicht gehabt.

### International
Peverley nahm mit der Nationalmannschaft seines Heimatlandes an der Weltmeisterschaft 2010 in Deutschland teil, schied dort jedoch bereits im Viertelfinale gegen Russland aus. Insgesamt gelangen ihm während des Turniers drei Vorlagen und ein Tor in sieben absolvierten Spielen.

## Erfolge und Auszeichnungen
- 2001 Whitelaw-Cup-Gewinn mit der St. Lawrence University
- 2008 Teilnahme am AHL All-Star Classic
- 2011 Stanley-Cup-Gewinn mit den Boston Bruins

## Karrierestatistik

### International
Vertrat Kanada bei:
- Weltmeisterschaft 2010

(Legende zur Spielerstatistik: Sp oder GP = absolvierte Spiele; T oder G = erzielte Tore; V oder A = erzielte Assists; Pkt oder Pts = erzielte Scorerpunkte; SM oder PIM = erhaltene Strafminuten; +/− = Plus/Minus-Bilanz; PP = erzielte Überzahltore; SH = erzielte Unterzahltore; GW = erzielte Siegtore; 1 Play-downs/Relegation; Kursiv: Statistik nicht vollständig)

## Familie
Peverley ist verheiratet und Vater dreier Kinder.